# Підсудок кременецький
Підсудок кременецький — урядник земський у Кременецькому повіті Великого князівства Литовського та Королівства Польського Речі Посполитої, член Кременецького земського суду.

## Історія та обов'язки уряду
Уряд підсудка земського кременецького був упроваджений 1565 року на підставі Бєльського привілею 1564 року. Цей уряд у ієрархії «земських диґнітаріїв» Кременецького повіту був спочатку четвертим після судді земського, після 1589 року — третім.
Кандидат на посаду підсудка повинен бути уродженцем Великого князівства Литовського (пізніше — Речі Посполитої), шляхтичем християнського віросповідання, який володіє нерухомістю у повіті та є тут осілим, знає державні закони і не займає інших службових посад, є письменним і добропорядним. Він складав присягу судити сумлінно та справедливо незважаючи на жодні обставини. Підсудка обирали пожиттєво на повітовому сеймику шляхти з чотирьох кандидатів, потім його затверджував великий князь, а з 1569 року — король. Він був претендентом на посаду земського судді в разі виникнення вакансій.
Разом із підсудком у кременецькому земському суді також засідали суддя земський кременецький і земський писар. Спочатку підсудок був намісником, а пізніше — помічником судді земського, проте незалежним від останнього. Він готував справи до розгляду у суді. Суддя та підсудок власне судили, намагалися згодитися, встановити спільне рішення.
Підсудок отримував винагороду від учасників судових справ з оплат за виконання судових прерогатив і від діяльності земської судової канцелярії.
Згідно з ухвалою Чотирирічного сейму 1792 року були ліквідовані земські, гродські та підкоморські суди натомість були впроваджені зем'янські суди. Уряд підсудка кременецького був також ліквідований. Незважаючи на це та той факт, що після 1793 року були запроваджені нові суди земські, у яких не існувало уряду підсудка, остання людина, котра займала цю посаду — Міхал Мокосій Дениско, — титулувалася підсудком кременецьким до 1795 року.

## Список підсудків кременецьких[13]
- Іван Патрикій Васильович Курозвонський (1565-1566);
- Савин Гнівошович Єловицький (1567-1591);
- Міхал Краєвський (1591-1600);
- Гаврило Головінський (1600-1605);
- Богуш Гораїн (Горайн; 1605-1619);
- Григорій Ушак Куликовський (1619-1623);
- Ян Гораїн (Горайн; 1623-1640);
- Михайло Юрійович Пузина (1641-1650);
- Андрій Болбас Розтоцький (1650-1655);

Уряд був вакантним протягом 1655-1661 років.
- Дмитро Урсул Рудецький (1661-1664);
- Ян Мокосій Дениско Матвійовський (?-1668-1676);

Уряд був вакантним протягом 1676-1722 років.
- Самуель Ледуховський (1722-1729);

Уряд був вакантним протягом 1729-1760 років.
- Микола Подгорський (1760-1761-?);
- Міхал Стоїнський (пол. Stoiński; 1765-1779);
- Міхал Мокосій Дениско (1779-1795).